# تحطم طائرة النقل العسكري سي-130 التابعة للقوات الجوية النيجيرية عام 1992
حادث تحطم طائرة القوات الجوية النيجيرية لوكهيد سي-130 عام 1992 وقع في 26 سبتمبر 1992، عندما تحطمت الطائرة بعد ثلاث دقائق من إقلاعها من مطار لاغوس في نيجيريا. أدى الحادث إلى وفاة الجميع على متنها، بينهم 8 أجانب، نتيجة لفشل ثلاثة محركات أثناء الإقلاع مع وزن زائد للطائرة.تأكد وفاة ما مجموعه 151 نيجيرياً، و5 من غانا، وضابط واحد من تنزانيا، وضابط واحد من زيمبابوي، وضابط واحد من أوغندا. يُعتبر هذا أسوأ حادث تحطم لطائرة من طراز سي-130 هيركوليز حتى الآن.